# Cosmoscarta inconspicua
Cosmoscarta inconspicua är en insektsart som först beskrevs av Butler 1874.  Cosmoscarta inconspicua ingår i släktet Cosmoscarta och familjen spottstritar. Inga underarter finns listade i Catalogue of Life.